# Daisy Marie
Daisy Marie (ur. 6 lutego 1984 w Glendale) – amerykańska modelka i aktorka występująca w filmach pornograficznych.

## Życiorys

### Wczesne lata
Urodziła się w Glendale w stanie Kalifornia. Wychowywała się w rodzinie rzymskokatolickiej, głównie w Salem w stanie Oregon, a także spędzała czas z rodziną w Zacatecas w Meksyku. Straciła dziewictwo w wieku 15 lat. 

### Kariera
Swoją karierę zaczęła jako modelka w bikini. Po raz pierwszy zaczęła występować w filmach pornograficznych dzień po swoich osiemnastych urodzinach w 2002 roku. Pozowała do różnych czasopism, współpracowała z fotografami takimi jak Suze Randall, ale także z jej córką Holly Randall dla głównej marki sportowej Fantasy Fitness jako miłośniczka sportu i fanka Los Angeles Lakers. 
Od 2002 wzięła udział w ponad 500 filmach dla dorosłych, w tym nominowany do trzech nagród AVN Awards; najlepsza realizacja, najlepszy soundtrack i najlepsza scena seksu oralnego – Rack City XXX (2012), którego producentem był raper Tyga ze Skin Diamond, Ice Lą Fox i Sophie Dee. Ponadto Daisy Marie została nominowana do kilku nagród AVN Award, w tym Najlepsza gwiazdka 2004, Najlepsza scena seksu solo 2007 i Najlepsza złośnica 2009.
Gościła w programie Howarda Sterna (2003-2004). Była także jedną z finalistek drugiego sezonu reality show Playboy TV Jenna's American Sex Star, który cieszył się popularnością ze względu na poruszony tam temat – ojciec ma zdolność rodzicielską. Później była gospodarzem programu Playboy TV All Nite Party Girls.
W 2008 została wybrana Dziewczyną Miesiąca w czerwcowym wydaniu magazynu „Penthouse”, a w 2009 startowała do tytułu Dziewczyny Roku „Penthouse”. W styczniu 2009 na łamach magazynu „Hustler” ukazał się jej artykuł w kolumnie Ubranie (Clothes Whore). Reprezentowała ją czołowa agencja L.A. Direct Models. 
28 maja 2011 w Los Angeles wzięła udział w serii Casting X Pierre’a Woodmana.
Pojawiła się w kontrowersyjnym teledysku 50 Centa do utworu „Disco Inferno” (2005). 
Wystąpiła w serialu Cinemax Co-Ed Confidential (2008) jako Sophie, dramacie telewizyjnym MRG Entertainment Naughty Reunion (2011) jako Sonia oraz serialu sensacyjnym nadawanym przez stację FX Synowie Anarchii (Sons of Anarchy, 2014) jako aktorka porno. W marcu 2014 trafiła na okładkę magazynu „Playboy”.
Zamieszkała w Los Angeles i prowadziła swoją własną oficjalną stronę.

## Nagrody i nominacje
| Rok  | Nagroda         | Kategoria                                                       | Film                             | Inni wykonawcy                 | Rezultat  |
| ---- | --------------- | --------------------------------------------------------------- | -------------------------------- | ------------------------------ | --------- |
| 2004 | AVN Award       | Najlepszy nowa gwiazdka                                         | -                                | -                              | Nominacja |
| 2004 | AVN Award       | Najlepsza scena seksu trójosobowego – wideo                     | Hot Bods & Tail Pipe 26 (2002)   | Bella-Marie Wolf i Mark Ashley | Nominacja |
| 2007 | AVN Award       | Najlepsza scena seksu w parze – wideo                           | Aphrodisiac (2006)               | Evan Stone                     | Nominacja |
| 2007 | AVN Award       | Najlepsza scena seksu solo                                      | Barely Legal School Girls (2006) | -                              | Nominacja |
| 2007 | AVN Award       | Najcenniejsza gwiazdka (Nierozpoznana doskonałość)              | -                                | -                              | Nominacja |
| 2008 | AVN Award       | Najlepsza scena seksu samych dziewczyn – wideo                  | Evilution 3 (2007)               | Jenna Haze                     | Nominacja |
| 2008 | AVN Award       | Najlepsza scena seksu triolizmu - wideo                         | Facade (2007)                    | Alexis Love i Jean Val Jean    | Nominacja |
| 2008 | F.A.M.E. Awards | Ulubiona gwiazdka                                               | -                                | -                              | Nominacja |
| 2009 | AVN Award       | Najlepsza złośnica                                              | Touch Me (2008)                  | -                              | Nominacja |
| 2009 | FAME Award      | Ulubiona gwiazdka                                               | -                                | -                              | Nominacja |
| 2009 | FAME Award      | Ulubiony tyłek                                                  | -                                | -                              | Nominacja |
| 2009 | FAME Award      | Ulubiona niedoceniona gwiazda                                   | -                                | -                              | Wygrana   |
| 2010 | FAME Award      | Ulubiony tyłek                                                  | -                                | -                              | Wygrana   |
| 2011 | AVN Award       | Najlepsza scena seksu triolizmu (dziewczyna/dziewczyna/chłopak) | Sunny’s B/G Adventure (2009)     | Sunny Leone i Voodoo           | Nominacja |
| 2012 | AVN Award       | Najlepsza scena seksu dziewczyna/dziewczyna                     | RolePlay (2011)                  | Sunny Leone                    | Nominacja |
| 2013 | AVN Award       | Najlepsza scena seksu dziewczyna/dziewczyna                     | Lesbian Workout (2012)           | Sunny Leone                    | Nominacja |
| 2013 | AVN Award       | Najlepszy drażniący występ                                      | Lesbian Workout (2012)           | -                              | Nominacja |
| 2013 | Sex Awards      | Najlepsze ciało porno                                           | -                                | -                              | Nominacja |
| 2014 | AVN Award       | Najlepsza scena seksu grupowego samych dziewczyn                | Naughty Athletics 15 (2012)      | Charmane Star i Kirsten Price  | Nominacja |
| 2017 | AVN Award       | Sala sławy (Hall of Fame)                                       | -                                | -                              | Wygrana   |
| 2019 | Urban X Award   | Najgorętsza atramentowa gwiazda                                 | -                                | -                              | Nominacja |